# 科克拉贾县
科克拉贾县 (阿萨姆语: কোকৰাঝাৰ জিলা)，为印度阿萨姆邦波多蘭自治地區的一个縣。总面积3,169.22 km²。总人口905,764（2001），其中印度教人口594,168, 穆斯林184,441(20.36%)。行政中心位于科克拉賈爾镇。